# Conus babaensis
Espèce
Statut de conservation UICN

 LC  : Préoccupation mineure
Conus babaensis est une espèce de mollusques gastéropodes marins de la famille des Conidae.
Comme toutes les espèces du genre Conus, ces escargots sont prédateurs et venimeux. Ils sont capables de « piquer » les humains et doivent donc être manipulés avec précaution, voire pas du tout.

## Description
La taille de la coquille varie entre 17 mm et 35 mm.

## Distribution
Cette espèce est présente dans l'océan Atlantique au large de l'Angola.

### Niveau de risque d’extinction de l’espèce
Selon l'analyse de l'UICN réalisée en 2011 pour la définition du niveau de risque d'extinction, cette espèce est très restreinte dans son aire de répartition. Cependant, il n'y a pas de menaces spécifiques malgré l'aire de répartition limitée, c'est-à-dire un développement côtier limité, et un faible volume de commerce car les coquilles coniques angolaises ne sont actuellement collectées que par des collectionneurs spécialisés. Des prospections pétrolières ont été effectuées le long de la côte angolaise et, éventuellement, l'exploration pétrolière pourrait avoir un effet sur cette côte à l'avenir, mais il n'y a pas de menace actuelle liée au développement de ces activités. Ainsi, à l'heure actuelle, l'espèce n'est pas considérée comme menacée et a donc été classée dans la catégorie "préoccupation mineure".

## Taxonomie

### Publication originale
L'espèce Conus babaensis a été décrite pour la première fois en 2001 par les malacologistes Emilio Rolán Mosquera (d) (1935-) et Dieter Röckel (d) (1922-2015) dans la publication intitulée « Iberus »,.

### Synonymes
- Conus (Lautoconus) babaensis Rolán & Röckel, 2001 · appellation alternative
- Varioconus babaensis (Rolán & Röckel, 2001) · non accepté

## Identifiants taxonomiques
Chaque taxon catalogué par les bases de données biologiques et taxonomiques possède un identifiant qui permet d'établir un point de référence. Les identifiants de Conus babaensis dans les principales bases sont les suivants :
CoL : XWYH - GBIF : 6511211 - iNaturalist : 150314 - IRMNG : 11880440 - TAXREF : 153735 - UICN : 192736 - 